# 藤原絵里
藤原 絵里（ふじわら えり、1981年5月23日 - ）は、日本の女優。
客室乗務員出身の女優として知られている。

## 略歴
10歳の時、テレビで「トップスチュワーデス物語」を見て客室乗務員に憧れる。
岩手県立大学盛岡短期大学部国際文化学科へ進学。新卒では航空会社に就職できず、ホテルに就職し、仲居として従事。
医療事務職を経て、カタール航空の客室乗務員に就職。カタールの首都ドーハへ移住し、約4年間国際線客室乗務員として乗務。
27歳の時、英語を学ぶため休職、ワーキングホリデービザを利用し、イギリスロンドンへ。
2年後、カタール航空へ復職せずに退職し、東京へ移住。
カタール在住時代に身につけたアラビア語を生かし、コンサルティング会社のイラク人社長の秘書へ。
社長秘書時代に友人に誘われてエキストラを経験。それが転機となり、女優へ転身する。
映画への出演が中心だが、ミュージカルへの出演やコラムの執筆、制作スタッフとしてなどジャンル問わず幅広く活動している。

## 出演

### テレビ
- 幸せの時間  (2012年、フジ) - 料理教室の主婦 役
- 小暮写眞館 第2話 (2013年4月7日、TBS) - フリースクールの先生 役
- 浅見光彦シリーズ48 幻香  (2013年9月6日、フジ) - 研究所所員 役
- 罪人の嘘 第1話 (2014年、WOWOW) - ER看護師 役
- S -最後の警官- 最終話(第10話) (2014年3月16日、TBS) - ゆずるの同僚の看護師 役
- 先人たちの底力 知恵泉
  - 蔦屋重三郎編 (2014年5月27日、NHK Eテレ) - 太夫 役
  - 女性上司のお悩み 北条政子・日野富子編 (2015年3月17日、NHK Eテレ) - 北条政子 役
- THE 歴史列伝〜そして傑作が生まれた〜 南方熊楠編 (2014年9月12日、BS-TBS) - 熊楠の母 役
- 嫌われる勇気 第1話 - 社員役
- とと姉ちゃん 第129回（NHK）- 電気釜テスター近所の主婦役
- ごめんね青春! 第3話 (2014年10月26日、TBS) - 東高英語教師 役
- 俠飯～おとこめし～ 第9話 (2016年9月17日、フジ) - 居酒屋にいるOL 役
- 昭和偉人伝（BS-TBS)  
  - 三木たかし編（2017年10月18日） - 幼少時代母親役
  - 猪俣公章編（2017年9月27日） - 幼少時代母親役
  - 淡谷のり子編（2017年2月8日） - 幼少時代母親役
  - 東山魁夷編（2017年5月17日） - 幼少期母親役
  - 三橋美智也編（2017年9月13日）- 幼少期母親役
  - 坂本九編（2017年12月6日） - 幼少期母親役
- 劇団四季&演出家浅利慶太～日本の演劇に革命をもたらした男～（2018年12月24に利、BS朝日）- 岩谷時子役
- 月曜から夜ふかし”〇〇したことのある元CA”
- 最愛 第6話（2021年12月、TBS）- ラーメン屋のおかみさん役
- 妖怪シェアハウス-帰ってきたん怪- 第1話（2022年4月9日、テレビ朝日）- レディース軍団エリ役
- 背筋も凍るほわ〜い話（2022年7月3日）- 主婦役
- くりぃむナンタラ（2023年1月29日）- 主婦役
- うわっ！ダマされた大賞2023（2023年12月29日）- 仕掛け人
- 恋する警護24時（2024年1月20日）- 母親役スチール
- 沁みる夜汽車2024 恩愛 ごめんね、おばちゃん（2024年2月26日）- おばちゃん役
- ザ!世界仰天ニュース「セウォル号沈没事故 偽装の真実！」（2024年5月21日）- 被害者家族役
- 総合診療医ドクターG NEXT（2024年6月）- 和菓子屋のおばさん
- 上田と女が吠える夜 再現
- AbemaTV「チャンスの時間」再現
- カプカプ 第1話（2024年11月28日、テレビ東京） - マッサージスタッフ 役
- 晴れたらいいね （2025年1月10日、テレビ東京） - 患者役
- 健康カプセル！ゲンキの時間 再現
- 幸せカナコの殺し屋生活 第3話（2025年3月 DMM TV）- ジムのおばさん役

### 映画
- 想いのこし  (2014年11月22日） - 看護師 役
- 極道の教典 第一章（2014年12月25日）- ホステス役
- 殺し屋アンナ  (2015年） - 志村弥生 役
- 銭湯童貞 風呂屋バイト・ケンちゃんの初体験物語（2015年） - 洋子ママ役
- 憧れ  (2017年01月28日） - 母親 役
- コクウ（2017年7月9日）- 女子社員B役
- 17歳の音。夏のむかえ（2017年） - 担任教師役
- 生きる街  (2018年3月3日） - アキ 役
- βカロテンはクズを救う。  (2018年06月02日） - 白石朝香 役
- サクリファイス（2020年3月6日）- 英語教師役
- クシナ  (2020年7月24日） - オモテ 役
- FRONTIER（2021年1月）- ママ役
- あなたのかわりに（2021年3月） -  母親役
- ショートショートシアター THE湘南市（2021年6月）- 唐沢幸枝役
- 弾ける（2022年3月）- 近所の主婦役
- 昨日と今日は全く違うな。（2022年6月） - 母親の声
- モエカレはオレンジ色  (2022年7月） - おばさん役
- 青春の叡智（2022年10月）- 母親役
- インタラクティブホラードラマ 呪いの彫像（2022年10月）- 母親役
- 今、僕は嘘をついている（2022年10月）- 女将役
- リバーシブル/リバーシブル（2022年11月）- 猪瀬所長役
- 主婦の青春 - 尾上笑美役
  1. 1/40（2022年11月）
  2. 鶴の仇返し（2023年7月）
  3. 自分らしく生きる！（2024年3月）
  4. 主婦は天下の回りもの（2025年1月）
- フカシヲカシ（2023年3月） - 主人公の母親役
- アガペー（2023年3月） - 精神科医役
- バンドワゴン（2023年6月） - 大家役
- Silk and Rushes 絹と藺草（2023年6月） - 仲居役
- 卒業Guys!（2023年7月） - 母親役
- 女剣士 中澤琴（2023年9月） - 母親役
- 愛のセオリー（2023年9月） - 母親役
- 愛クライシス（2023年9月） - 妻役
- いつもの台風（2023年9月） - 妻役
- ブライトロード303号室 奥田美紀様宛て（2023年11月） - 恵美役
- ちょっといいかも（2023年11月） - 母親役
- キルマゲドン（2023年12月）- 助産師役
- 軌跡（2024年1月）- 氏江美佐子役
- ミッシング（2024年5月）- スクールカウンセラー役
- 秘事himegoto（2024年7月）- 妻役
- はじまりの日（2024年10月）- 清掃員梅村役
- フィクティシャス・ポイント （2025年5月）- 多恵役
- 「TRUE COLORS」（2025年7月）

### ウェブ
- 【占いのチカラ】ママ友夫婦が離婚の危機！？（2023年1月）- ママ友役
- グッバイ、マイ29（2023年1月） - 管理人

役
- 内閣府 性別による無意識の思い込み（アンコンシャス・バイアス）- 母親役
- 【バンカラジオ】もしものび太がサイコパスだったら3 - ジャイアンの母ちゃん役
- 【バンカラジオ】 もしも天才小学生が焼肉屋を開いたら- お客さん役
- 【バンカラジオ】 もしも天才小学生がハンバーガー屋を開いたら- レポーター役
- 【バンカラジオ】天才小学生のヤバすぎる遠足2 - 乗客妊婦役
- 【バンカラジオ】もしも最恐の母が総理大臣になったら - 議員役
- 【スケッチブック】もしTwitterを実写化したら - 主婦役
- 【スケッチブック】米不足 - 母親役
- 【スケッチブック】え？生活が苦しい？なら自◯党に入ろう - 主婦役
- 【スケッチブック】卵と米が手に入らなすぎて、ドラッグみたいになってる世界 - 主婦役
- 【スケッチブック】世界全体がAI依存になった結果… - 友人役
- 【スケッチブック】不祥事芸能人だらけのカラオケが気まずい件 - 主婦役
- 【スケッチブック】ママ友の謙遜、全部ただの自慢説 - 母親役
- 【スケッチブック】クチャラーのグルメ - レストランの客役
- 【スケッチブック】 もしも配膳ロボがＺ世代だったら - レストランの客役

### ミュージカル
- ミュージカルギルドｑ「ラスト・シャングリラ」 (2020年2月20日〜3月1日 東京芸術劇場）- 御崎綾香役
- アヴニール公演ミュージカル「塔の外のランウェイダンス」（2023年10月29日 日暮里サニーホール）- ナナの母親役

### CM
- 中国電力
- NHK受信料
- サントリーウェルネス ラクフィット
- 厚生労働省『#8000篇』上手な医療のかかり方
- KAGOME 野菜生活100 朝を味方に。2024
- ファブリーズ  なぜファブリーズで除霊ができるって噂が？
- あじかん ごぼうのおかげW
- 東京新宿法律事務所
- 明治薬品 シボラナイト
- 明治薬品 シボラナイトコーヒー
- かんぽ生命 養老保険
- 第一生命ジャスト

### スチール
- アフラック生命保険
- 都民共済
- 無印良品
- EMシステムズ
- 和民
- レリアン プラスハウス

### MV
- TarO&JirO「ペロレラ・レボリューション」 - OL 役
- ラ・ビエン・クエリダ（LA BIEN QUERIDA） 「毒のあなた」（Me envenenas） - OL 役
- 高橋玄「そこなし」- 主婦役
- Janon Panic Push「Fascinating Rhythm」- 主婦役
- 高橋ヨシフミ「Be Open」 - 先輩社員役
- Janon Panic Push「Epistrophy」- 信者役
- TA女子「軌跡」- 母親役

### ショー
- Japan Fashion Tour （2024年12月15日）
- Days of Youth Collection （2024年12月23日）